# Omicidio di Alessandro Caravillani
L'omicidio di Alessandro Caravillani fu commesso a Roma, nel quartiere Aurelio, la mattina del 5 marzo 1982 da un commando di terroristi neofascisti dei Nuclei Armati Rivoluzionari durante una sparatoria con le forze dell'ordine a seguito di una rapina presso la Banca Nazionale del Lavoro di piazza Irnerio. Alla memoria dello studente sono stati intitolati la sua scuola e uno slargo nel quartiere in cui è avvenuto il fatto.

## L'omicidio

Alessandro Caravillani

Alessandro Caravillani era uno studente sedicenne (nato il 22 giugno 1965) del IV liceo artistico di piazza Risorgimento a Roma. All'epoca la scuola si trovava all'incrocio fra piazza Adriana e via Crescenzio. La mattina del 5 marzo 1982, come abitualmente faceva, si stava recando a scuola quando giunto nei pressi di piazza Irnerio rimase ucciso in una sparatoria ingaggiata tra un gruppo di terroristi in fuga e le forze dell'ordine. Il luogo preciso dell'omicidio del ragazzo è il largo che ora porta il suo nome (largo Alessandro Caravillani), all'incrocio tra via Accursio e via Bartolo da Sassoferrato.
Il commando di terroristi era composto da otto persone appartenenti all'organizzazione neofascista Nuclei Armati Rivoluzionari (NAR): Francesca Mambro, Giorgio Vale, Walter Sordi, Stefano Procopio, Roberto Nistri, Ciro Lai, Livio Lai e Fabrizio Zani; pochi minuti prima il gruppo aveva messo a segno una rapina all'agenzia della Banca Nazionale del Lavoro nella stessa piazza ma nel fuggire gli otto terroristi erano stati intercettati dalle forze dell'ordine, avvertite da un passante. Ne scaturì un violento conflitto a fuoco che ferì lievemente diversi passanti e uccise il giovane Caravillani, inizialmente colpito ad un ginocchio da una pallottola di rimbalzo sparata dal fucile utilizzato da Livio Lai, e poi colpito alla testa da una pallottola sparata forse dalla Mambro, membro di spicco dell'organizzazione, in seguito gravemente ferita da un colpo all'inguine e poi arrestata.

## Processo
Durante il processo Nar 2, nei confronti dei componenti dell'organizzazione terroristica, Lai si assunse le sue responsabilità nel delitto Caravillani e venne condannato a 15 anni di reclusione. Francesca Mambro, che si assunse le responsabilità di tutti gli altri delitti commessi, negò di essere direttamente o indirettamente coinvolta nell'omicidio di Caravillani. Nonostante l'esistenza di più perizie che affermano che la pallottola che uccise Caravillani lo aveva colpito di rimbalzo dopo essere partita dal fucile d'assalto adoperato da Lai, la Mambro venne ritenuta colpevole e condannata alla pena dell'ergastolo.

## Nella cultura di massa
Nel settembre 1982 il comune di Roma ha deliberato che il suo nome venisse dato ad uno slargo del quartiere, vicino a dove era avvenuto il suo omicidio, mentre nel 1986 il IV liceo artistico assunse il nome di liceo artistico statale Alessandro Caravillani in sua memoria.
Uno studente di nome Alessandro è un cortometraggio distribuito il 27 settembre 2011 e ispirato al fatto di cronaca, realizzato dal regista Enzo De Camillis (cugino di Caravillani) e interpretato da Valentina Carnelutti e Giuseppe Maggio. Presentato come Evento Speciale in occasione del Roma Fiction Fest, il corto ha ricevuto il riconoscimento da parte del Ministero per i beni e le attività culturali come opera di interesse di culturale nazionale ed è stato insignito del premio speciale per la qualità giornalistica, ai Nastri d'argento 2012. Il 22 dicembre 2011, a poco meno di tre mesi dall'uscita, è giunta la richiesta di sequestro del corto da parte della Mambro secondo cui il film avrebbe "leso la propria immagine". Il 12 febbraio 2013 il giudice Elvira Tamburelli della Procura di Roma ha respinto la richiesta perché reputa che un film abbia il diritto di ricostruire come vuole una vicenda e perché la Mambro, condannata all'ergastolo sei volte, non avrebbe, a detta del giudice, una reputazione da difendere.